# Untimely Demise
Untimely Demise ist eine kanadische Melodic-Death- und Thrash-Metal-Band aus Saskatoon, die im Jahr 2006 gegründet wurde.

## Geschichte
Die Band wurde im April 2006 von den Brüdern Matthew (E-Gitarre, Gesang) und Murray Cuthbertson (E-Bass) gegründet. Im Jahr 2008 begann die Band mit dem Produzenten Glen Drover (ex-Megadeth) in seinem privaten Studio in Toronto zusammenzuarbeiten. Im Jahr 2009 erschien die erste EP Full Speed Metal, der die beiden Alben City of Steel (2011) und Systematic Eradication (2013) folgten. Zudem ging die Band in dieser Zeit auf Tour durch Kanada und spielte dabei zusammen mit den Gruppen Anvil, Skeletonwitch, Massacre, Suffocation, 3 Inches of Blood, Into Eternity, Goatwhore, Evile, Death Angel, Toxic Holocaust, Gama Bomb, Bonded by Blood, Obscura und Abysmal Dawn.

## Stil
Laut der Facebook-Seite der Band sei sie durch Gruppen wie Megadeth, Death, Arch Enemy, Testament und Exodus beeinflusst. Laut Scott Alisoglu von Blabbermouth.net spiele die Band auf City of Steel klassischen Thrash Metal, vergleichbar mit der Musik von Kreator und Destruction. Der Gesang sei eine Mischung aus dem hohen Gesang von Carcass und Mille Petrozza. In Liedern wie Streets of Vice seien zudem Melodic-Death-Metal-Einflüsse hörbar. Laut Matt Reifschneider von metal-observer.com kopiere die Band auf Systematic Eradication nicht nur den klassischen Thrash Metal, sondern bringe noch weitere Stile ein. Neben Melodic-Death-Metal hörte er auch gelegentlich Power-Metal-Einflüsse heraus. Das Intro des Liedes The Last Guildsman erinnere etwa an die späteren Werke von Arch Enemy. Der Gesang sei rau und die Growls würden an Black Metal erinnern.

## Diskografie
- 2009: Full Speed Metal (EP, Eigenveröffentlichung)
- 2011: City of Steel (Album, Sonic Unyon Metal)
- 2013: Systematic Eradication (Album, Punishment 18 Records)